# Tony Lally
Anthony „Tony” Lally (ur. 26 października 1953 w Dublinie) – irlandzki kolarz szosowy. Olimpijczyk z Moskwy 1980, gdzie na zawodach kolarskich na szosie nie ukończył wyścigu indywidualnego.
Zajął 58. miejsce w mistrzostwach świata w 1975 roku.
Mistrz Irlandii w 1977 i 1978, a drugi w 1983. Wygrał 2. i 5. etap Rás Tailteann w 1981. Pierwszy na Tour of Ireland w 1974. Zajął 44. miejsce w Tour of Britain w 1978 i 1979, gdzie był trzeci na 12. etapie. Drugi w Shay Elliott Memorial Race w 1976 roku.